# Netrakona (Distrikt)
Der Distrikt Netrakona (bengalisch নেত্রকোনা জেলা, Netrakonā jelā, Englisch: Netrokona district) ist ein Verwaltungsdistrikt in Bangladesch in der 2015 neugebildeten gleichnamigen Division Maimansingh. Zuvor war der Distrikt Teil der Division Dhaka. Distriktshauptstadt ist die Stadt Netrakona.

## Geografie
Der 2794,28 km² große Distrikt Netrakona ist von mehreren anderen Distrikten umgeben, Sunamganj im Osten, Kishoreganj im Süden und Maimansingh im Westen. Er grenzt im Norden an Indien.
Die wichtigsten Fließgewässer in Netrakona sind der Dhala, Kangsha, Shila, Someshwari und Teorkali, die alle zum Meghna-Flusssystem gehören.

### Natur und Tierwelt
Die Vegetation entspricht derjenigen der Tieflandgebiete von Bengalen und Assam mit zahlreichen immergrünen Bäumen. Hinzu kommen Obstbäume, Palmen und Bananenstauden. Allerdings ist die Landschaft größtenteils durch den intensiven Anbau von Reis, Zuckerrohr, Jute, Tabak und Senf geprägt.
Zur Tierwelt gehören mehrere Hirscharten, Elefanten und Tiger. Wilde Elefanten und Tiger sind allerdings wegen der Abholzung und der stark steigenden Einwohnerzahl (Siedlungsdruck) selten geworden. Hinzu kommen zahlreiche Vogelarten, Fische, Reptilien, Schlangen und Amphibien.

### Klima
Das Klima ist tropisch und das ganze Jahr über warm. Die jährliche Durchschnittstemperatur variiert von maximal 33,3 Grad Celsius bis minimal 12 Grad. Die jährliche Niederschlagsmenge beträgt 2174 mm (2011) und die Luftfeuchtigkeit ist ganzjährig hoch. In den Monaten von November bis März fällt wenig Regen. Juni, Juli und August sind die Monate mit dem meisten Regen.

## Geschichte
Im Mittelalter war es Teil verschiedener kleiner Königreiche, die teils buddhistisch, teils hinduistisch geprägt waren. Zuerst war es Teil des Königreichs Kamarupa, dann ab 750 des Königreichs Pala und ab 1120 Teil des Sena-Reichs. Vom 12. Jahrhundert an versuchten muslimische Armeen die Gegend zu erobern, was zwischen 1204 und 1303 gelang. Es gehörte zuerst zum Sultanat von Delhi, später zum Sultanat von Bengalen und danach zum Mogulreich. Ab 1765 gehörte es zu Britisch-Indien als Teil der Dhaka-Division zum Distrikt Mymensingh (heute Division Maimansingh). Der Subdistrikt entstand im 19. Jahrhundert. Von 1947 bis 1971 war der Distrikt Teil von Ost-Pakistan in der Republik Pakistan. Am 17. Januar 1984 wurde der bisherige Unterdistrikt Netrakona ein eigenständiger Distrikt.

## Bevölkerung

### Bevölkerungsentwicklung
Wie überall in Bangladesch wächst die Einwohnerzahl im Distrikt seit Jahrzehnten stark an. Dies verdeutlicht die folgende Tabelle:

### Altersstruktur
Wie überall in Bangladesch ist die Bevölkerung im Durchschnitt sehr jung. Das Durchschnittsalter lag bei der letzten Volkszählung 2011 bei 20 Jahren bei steigender Tendenz.
Bei der Volkszählung im Jahr 2011 ergab sich folgende Altersstruktur:
| Alter                                          | 0–9 Jahre | 10–19 Jahre | 20–29 Jahre | 30–39 Jahre | 40–49 Jahre | 50–59 Jahre | 60–69 Jahre | 70–79 Jahre | 80 Jahre und mehr |
| Anzahl                                         | 626.904   | 437.697     | 341.733     | 276.833     | 215.239     | 139.304     | 101.613     | 56.376      | 33.943            |
| Anteil                                         | 28,12 %   | 19,63 %     | 15,33 %     | 12,42 %     | 9,65 %      | 6,25 %      | 4,56 %      | 2,53 %      | 1,52 %            |
| Quelle: Zila Netrakona, Tabelle P14, Seite 422 |           |             |             |             |             |             |             |             |                   |

### Bedeutende Orte
Einwohnerstärkste Ortschaft innerhalb des Distrikts ist der Distriktshauptort Netrakona. Weitere Städte (Town) sind Durgapur, Kendua, Madan und Mohanganj. Doch gibt es mit Kalmakanda und Purbadhala noch zwei weitere Ort ohne Stadtrecht mit mehr als 10000 Einwohnern. Die städtische Bevölkerung macht nur 11,09 Prozent der gesamten Bevölkerung aus. Die genannten Orte haben folgende Einwohnerzahlen:

## Volksgruppen
Die Bevölkerung ist ethnisch sehr einheitlich. Nur 25.247 Personen gehören nicht dem Volk der Bengalen an. Darunter sind 17.982 Garo, 5185 Hajong und 626 Barmon. In 7 der 10 Upazilas leben fast nur Bengalen.
Im Upazila Durgapur leben 8915 (3,96 %) Garo und 1959 (0,87 %) Hajong, im Upazila Kalmakanda 8231 (3,03 %) Garo und 3172 (1,17 %) Hajong und im Upazila Purbadhala 762 (0,25 %) Garo und 27 (0,01 %) Hajong. Die Barmon leben stark verstreut im gesamten Distrikt Netrakona.

### Religion
Bis ins frühe Mittelalter war die Bevölkerung mehrheitlich buddhistisch. Doch bereits vor tausend Jahren gab es auch zahlreiche Hindus. Mit der muslimischen Eroberung der Region im Jahr 1303 verschwand der Buddhismus fast ganz und viele kastenlose Hindus traten ebenfalls im Verlauf der nächsten Jahrhunderte zum Islam über.
Bei der Volkszählung 1911 waren von 655295 Einwohnern der Netrakona Subdivision 427.970 (65,31 %) Muslime, 215.185 (32,84 %) Hindus, 11.202 (1,71 %) Animisten und nur 929 (0,14 %) Christen. Die Thanas Barhatta, Kendua und Netrakona waren klar muslimisch, der Thana Durgapur hatte eine relative Mehrheit an Muslimen und der Thana Khaliajuri hatte eine knappe hinduistische Mehrheit.
Bei der letzten Volkszählung in Britisch-Indien im Jahr 1941 bestanden alle zehn heutigen Upazilas als Thanas. Neun hatten muslimische Mehrheiten mit starken hinduistischen Minderheiten und Khaliajuri hatte eine hinduistische Mehrheit (56,30 %).
Aufgrund der hohen Geburtenrate wächst der Anteil der Muslime ständig. In allen Upazilas gibt es 2011 immer noch starke hinduistische Minderheiten zwischen 10179 in Madan und 35.819 in Netrakona Sadar. Prozentual sind die Hindus im Upazila Khaliajuri mit 33,54 Prozent am stärksten vertreten. Die Garo sind fast alle Christen.
| 1981                                                          | 110 | 0,01 % | 18.871 | 1,31 % | 174.624 | 12,11 % | 1.245.140 | 86,34 % | 3397 | 0,23 % | 1.442.142 | 100,00 % |
| 1991                                                          | 715 | 0,04 % | 19.994 | 1,16 % | 189.082 | 10,92 % | 1.517.751 | 87,68 % | 3393 | 0,20 % | 1.730.935 | 100,00 % |
| 2001                                                          | 164 | 0,01 % | 18.905 | 0,95 % | 204.329 | 10,28 % | 1.762.534 | 88,65 % | 2256 | 0,11 % | 1.988.188 | 100,00 % |
| 2011                                                          | 54  | 0,00 % | 18.200 | 0,82 % | 207.430 | 9,30 %  | 2.001.732 | 89,78 % | 2226 | 0,10 % | 2.229.642 | 100,00 % |
| Quelle: Ergebnisse der Volkszählung 1981, 1991, 2001 und 2011 |     |        |        |        |         |         |           |         |      |        |           |          |

## Verwaltung
Eine Verwaltungseinheit Netrakona wurde bereits im 19. Jahrhundert geschaffen. Verwaltungstechnisch ist der Distrikt unterteilt in zehn Upazilas:Atpara, Barhatta, Durgapur, Kalmakanda, Kendua, Khaliajuri, Madan, Mohanganj, Netrakona Sadar und Purbadhala. Innerhalb dieser Verwaltungsunterteilung gibt es fünf selbstverwaltende Städte (municipalities), 86 Union Parishads (Dorfräte) und 2282 Dörfer.

## Wirtschaft
Insgesamt gibt es (2011) 1.602.738 Personen, die älter als 10 Jahre alt sind. Von diesen sind 422.746 Personen in der Schule oder nicht erwerbstätig, 12.858 Menschen auf Arbeitssuche und 564.708 Menschen arbeiten in einem Haushalt. 602.426 Personen sind in einer bezahlten Erwerbstätigkeit. Davon arbeiten 450.702 (=74,8 Prozent) Personen in Landwirtschaft und Fischerei, 30.175 in der Industrie und 121.549 Menschen im Bereich Dienstleistungen.
Die Wirtschaft des Distrikts ist vorwiegend von der Landwirtschaft geprägt. Von den 458.472 Betrieben des Distriktes sind 61,65 % landwirtschaftliche Betriebe welche Reis, Weizen, Gemüse, Gewürze, Hülsenfrüchte und Früchte anbauen. Landwirtschaft dominiert die Wirtschaft des Distrikts; Hauptprodukte sind Reis, Zuckerrohr, Jute, Ölsamen, Hülsenfrüchte, Zwiebeln, Weizen und Linsen sowie Erdnüsse, Gemüse, Milch, Eier und Tierhäute.  Als am meisten verbreiteten Obstsorten gelten Mangos, Jackfrucht, Bananen, Ananas, Litchis, Kokosnüsse und Brombeeren.